# Deandre Baker
Deandre Baker (Miami, 4 settembre 1997) è un giocatore di football americano statunitense che milita nel ruolo di cornerback per i Kansas City Chiefs della National Football League (NFL).

## Carriera universitaria
Baker al college giocò a football con i Georgia Bulldogs dal 2015 al 2018. Nell'ultima stagione vinse il Jim Thorpe Award e fu premiato come All-American.

## Carriera professionistica

### New York Giants
Baker fu scelto nel corso del primo giro (30º assoluto) del Draft NFL 2019 dai New York Giants, il primo cornerback chiamato. Debuttò come professionista subentrando nella gara del primo turno contro i Dallas Cowboys mettendo a segno 2 tackle. La sua stagione da rookie si chiuse con 61 tackle e 8 passaggi deviati disputando tutte le 16 partite come titolare tranne la prima. Nel mese di maggio 2020 fu arrestato. L'8 settembre 2020 fu svincolato.

### Kansas City Chiefs
Il 19 novembre 2020 Baker firmò con i Kansas City Chiefs.